# Lettre de Jésus-Christ sur le dimanche
La lettre de Jésus-Christ sur le dimanche (en latin Carta dominica) est un apocryphe chrétien dont de nombreuses variantes furent répandues aussi bien dans l'Église grecque que dans l'Église latine. Ces variantes ont en commun le rappel du devoir dominical, des menaces divines (notamment de calamités agricoles) en cas de persistance à négliger ce devoir, et l'ordre de propager le message. La lettre est censée avoir été écrite par Jésus-Christ, ou encore par Dieu le Père, le Christ n'en étant alors que le porteur, ou encore par le Père et le Fils. La plus ancienne mention connue d'une telle lettre date des environs de 584. On pense que toutes les variantes remontent à un même original qui n'a pas été conservé.
Diverses formes de la Lettre de Jésus-Christ circulèrent dans les temps modernes. Voltaire a reproduit un opuscule, imprimé à Bourges en 1771, où se lit une version de la Lettre qui, en cette même année 1771, serait descendue miraculeusement du ciel à Paimpol. Selon le P. Jean Stern, la diffusion de variantes de la Lettre persista en France jusqu'aux environs de 1852, époque de la disparition de la littérature de colportage.
Le P. Hippolyte Delehaye, président de la société des Bollandistes, voyait dans les paroles prêtées à Notre-Dame de La Salette un avatar de la Lettre de Jésus-Christ sur le dimanche.